# Milivoj Slaviček
Milivoj Slaviček (Čakovec, 24. listopada 1929. – Zagreb, 6. studenoga 2012.), hrvatski književnik i prevoditelj. Pisao je pjesme, eseje, osvrte, komentare i novinske članke. Radio je i kao knjižničar i akviziter te predavao u srednjoj školi.

## Životopis
Rodio se u Čakovcu 1929. godine. U Prelogu je išao u pučku školu.U Zagrebu je maturirao na gimnaziji i diplomirao na Filozofskom fakultetu. Poslijediplomski je pohađao u Krakovu i Varšavi.
Prevodio je sa slovačkoga i slovenskog jezika, a ponajviše s poljskoga koji je izvrsno govorio; među ostalim preveo je prozna i pjesnička djela pape Ivana Pavla II. Poljska je bila njegova fascinacija, toliko velika i duga da ga je na duga razdoblja odvajala od Hrvatske.
Pripadao je generaciji krugovaša, hrvatskih književnika koji su "nadmoćno i radosno" rasporili socrealizam.
U svojoj pragmatičnoj, ironijom i razgovornim stilom prožetoj poeziji potpuno demistificira književnost, baveći se malim, trivijalnim stvarima i vodeći zapravo implicitnu polemiku s idealom visoke estetike. No, takav stil krio je i svoje zamke; velika neselektivnost pri odabiru pjesničke građe počesto ga je znala progutati, te dovesti njegovu poeziju pred vrata rutinizacije i manire, no to ne znači da u brojnim pjesmama nije postigao potrebnu dramatsku tenziju ili da u svoju liriku nije uveo mnoga nova, dotad neprihvaćena područja. Hitrec ga smatra zaigranim čarobnjakom stiha" koji je ispod izvanjske doskočice skrivao duboko moralnu osobnost". Osudio je lakoumnu bezbrižnost i površne užitke.
Najpoznatija mu je pjesma “Vrijeme je da se događa napokon čovjek.
Uređivao je časopise Kolo i Stih. Bio je predsjednikom i tajnikom Društva hrvatskih književnika (1978. – 1979.), čijim je članom još od 1952. godine.
Bio je aktivan u političkim promjenama krajem osamdesetih i početkom devedesetih od 1989. je u vodstvu HDZ-a. Te 1989. odlučio je "da ta rijeka koja teče onako kako on ne će treba početi teći onako kako on hoće, dakle protivno Brozovoj kletvi da će Hrvatska biti samostalna kada Sava poteče uzvodno." te se tako našao u najužem krugu dr. Franje Tuđmana, u doba kad su se hrvatski domoljubi koji su se angažirali na obnovi hrvatske državnosti nalazili u (polu)ilegalnim okolnostima ("barakaši"). Drugovao je s Ivanom Slamnigom i s Hrvojem Hitrecom, kojeg je iznimno cijenio; kad ga je ugledao na tim okupljanjima, izjavio je :"A, vi ste tu, sada mi je lakše."
Autorom je izmjene dijela teksta hrvatske himne: predložio je ubaciti "sinje more svijetu reci", što je prihvaćeno.
U periodu 1992. – 1993. bio je veleposlanik u Poljskoj.
Neka njegova djela u svojoj je antologiji Żywe źródła iz 1996. s hrvatskog na poljski prevela poljska književnica i prevoditeljica Łucja Danielewska. Pjesme mu se nalaze i u antologiji hrvatske ratne lirike U ovom strašnom času.

## Važnije zbirke
(izbor)
- Zaustavljena pregršt, pjesme (1954.)
- Daleka pokrajina, pjesme (1957.),
- Modro veče, pjesme (1959.)
- Soneti, pjesme o ljubavi i ostale pjesme, pjesme (1967.)
- Purpurna pepeljara, naime to i to, pjesme (1969.)
- Otvoreno radi (eventualnog) preuređenja, pjesme (1978.)
- Pjesme neke buduće knjige, pjesme (1979.)
- Sjaj ne/svakodnevice, pjesme (1987.).

## Nagrade i priznanja
- 1978.: nagrada Vladimir Nazor zajedno s Dragom Kekanovićem.
- 2005.: Plaketa "Dobrojutro, more", s pjesničkih susreta u Podstrani.[4]